# Thanasimus formicarius

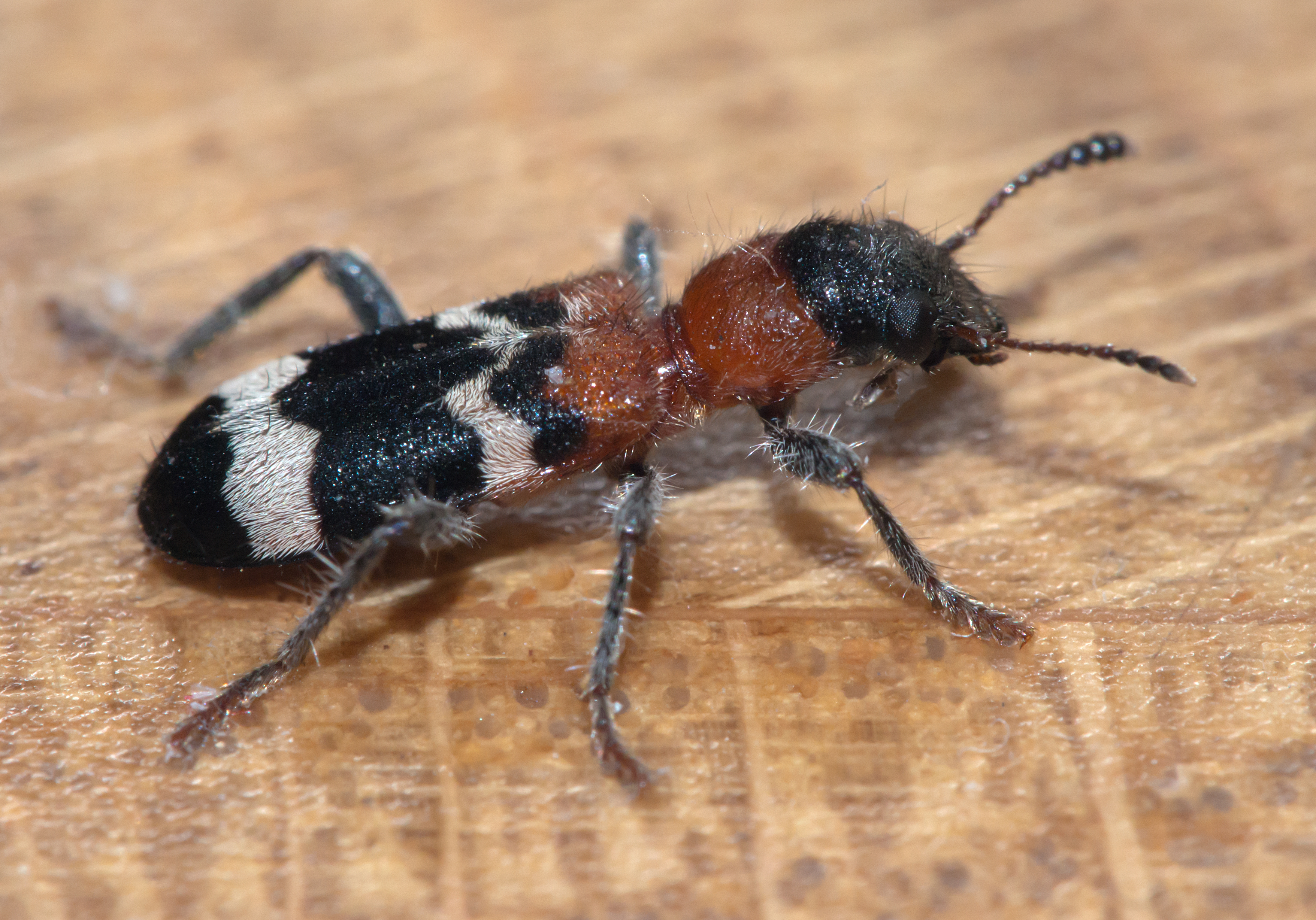
Foto dettagliata del Thanasimus formicarius

Il cleride formicario o Thanasimus formicarius (Linnaeus, 1758), noto anche come cleride europeo dal ventre rosso, è un insetto appartenente all'ordine dei coleotteri.

## Descrizione
Il cleride formicario è un insetto di taglia media: dai 5,5 ai 9,5 mm. È piuttosto morbido, con forti mandibole che possono lacerare il corpo duro degli scarabei di cui si ciba, come quelli della corteccia.
Sfoggia una livrea variopinta e dai colori brillanti: ha il capo nero mentre l'addome e la parte superiore delle elitre sono bruno-rossastro e rigide per proteggere l'insetto. Le elitre verso la parte anteriore sono rosse e scendendo verso quella posteriore diventano nere con disegni bianchi. Le antenne possono essere dentellate o terminare con una forma clavata piuttosto evidente.      
Grazie ai suoi colori particolari e alla forma del suo corpo, il Cleride formicario può facilmente mimetizzarsi, così da essere invisibile a prede e predatori, al pari delle mutillidae che spesso sono avvistate nello stesso habitat.
La colorazione di questa specie è molto simile a quella di altri esemplari appartenenti alla stessa famiglia di coleotteri, ma il cleride formicario presenta delle lievi differenze circa la colorazione del dorso. Infatti la fascia bianca che lo attraversa confina con la parte superiore più scura delle ali, le zampe sono marroni e non nere. Il lato ventrale differisce in maniera notevole poiché in altre specie è arancione e contrasta con le gambe, mentre il Cleride formicario ha il lato inferiore il cui colore vira sul rosso marrone.
È un coleottero tipicamente predatore, le cui larve, di un colore rosso vivo brillante, vivono sotto la corteccia degli alberi.
Gli adulti di Cleride formicario vivono da 4 a 10 mesi.

## Biologia

### Comportamento
Il cleride formicario predilige i pini, sia come fonte di cibo che come luogo in cui deporre le loro uova, anche se in genere lo spessore della corteccia di questi alberi ostacola la fuoriuscita delle larve. 
Le femmine depongono le loro uova alla base, o nella parte centrale, degli alberi che si trovano nelle foreste di conifere e più raramente negli alberi a foglie caduche.
Prediligono anche alberi soggetti a malattie in stadio relativamente avanzato o addirittura morti. Questo accade principalmente poiché sono una ricca fonte di cibo, ma soprattutto perché, non producendo più molta resina, hanno dei tessuti vegetali meno vischiosi. Ciò si rivela utile perché non costituisce un ostacolo per lo scavo delle gallerie, per penetrare più facilmente la corteccia quando le femmine devono deporre le uova e per quando, in primavera, le larve diventate adulte emergono in superficie senza che vi sia opposta alcuna resistenza, da potersi subito dirigere verso la base degli alberi e cacciare i coleotteri della corteccia e gli altri insetti di cui sono ghiotte.
Il legno impilato è particolarmente attraente poiché rilascia sostante biogeniche naturali come i monoterpeni. 
Si distinguono dagli altri coleotteri saproxilici perché non possiedono gli enzimi cellulasi ed emicellulasi, che dovrebbero consentire loro di digerire parte della parete cellulare dei tessuti legnosi (Speight 1989).

### Alimentazione

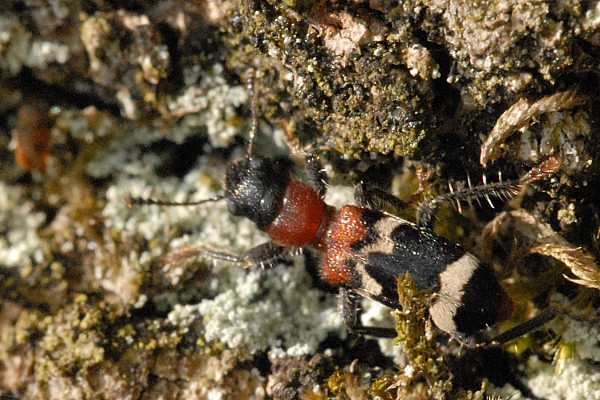
Cleride formicario alla ricerca di cibo sulla corteccia di un albero

Il cleride formicario si nutre di 27 specie di coleotteri della corteccia, appartenenti a 15 generi differenti, che infestano le conifere (pino, abete rosso, larice, abete Douglas e altri) e gli alberi di latifoglie (quercia, frassino, pioppo e altri).
In particolare il cleride formicario si può avvistare spesso sui rami infestati da piccoli insetti dal colore scuro che scavano le loro tane e depongono le uova all’interno delle radici degli alberi, motivo per cui li danneggiano.
Curioso il fatto che anche le larve di cleride formicario si nutrano di quelle di questi insetti. 
La tecnica di caccia del cleride formicario è particolarmente veloce e aggressiva. Questo insetto, infatti, si muove molto rapidamente, al pari di una formica, motivo per cui gli è stato attribuito l’appellativo formicarius.
Gli adulti di cleride formicario servendosi delle loro zampe afferrano velocemente la preda, in modo tale che non possa scappare. 
Successivamente mordono la vittima tra il torace e l'addome (o la testa e il torace) poiché sono le parti più morbide ma anche le più nutrienti.
Questo rapido processo di nutrizione richiede pochi minuti, in genere circa 10.
Il cleride formicario arriva ad ingerire anche tre coleotteri della corteccia al giorno e per diversi giorni. 
Una caratteristica interessante è che quando inizia ad alimentarsi con una determinata preda, continua fin quando non ha terminato l’intero pasto, in modo tale da evitare ogni spreco 
.

### Riproduzione
I maschi e le femmine di cleride formicario si accoppiano ripetutamente, con molti partner diversi per tutta la stagione degli amori. L'accoppiamento è breve e la copula è preceduta da un inseguimento e una presa salda della femmina con le mandibole maschili sulla parte dorsale di essa.
Le femmine depongono le uova nel periodo che va da aprile a giugno. Solitamente ne vengono prodotte da 20 a 30 che vengono inserite nelle fessure situate sulla corteccia degli alberi e in prossimità delle gallerie che portano alla tana delle larve dei coleotteri della corteccia, le quali costituiranno una sicura fonte di cibo per le larve del Cleride formicario.
Prima della pupa, le larve di cleride formicario formano una camera ovale nella quale riposano all’interno della corteccia.
Le larve di colore rosa iniziano a schiudersi solo dopo una settimana ma continuano a vivere protette all’interno della corteccia, dove iniziano a cacciare gli stadi immaturi di scarabei di corteccia, uova e pupe, ma si possono nutrire anche degli altri insetti che riescono a trovare sotto la corteccia.
Le larve nel seguire le loro prede sono anche molto veloci e molto abili poiché sono dotate della capacità di avanzare fin da subito lungo i corridoi degli scarabei di corteccia, procedendo persino all’indietro.
Le larve di cleride formicario crescono molto lentamente, trascorrendo due anni nella fase larvale, ed emergono come coleotteri solo in primavera.

## Anatomia
L'anatomia del Cleride formicario è piuttosto uniforme, al pari di quella di qualsiasi altro coleottero.
- Antenne
- Palpo mascellare
- Palpo labiale
- Mandibola
- Occhio composto
- Labbro superiore(labrum)
- Labbro inferiore(labium)
- Clipeo
- Pronoto
- Elitra
- Scutellum
- Femore
- Tibia
- Tarso
- Mento
- Sternite addominale

## Distribuzione e habitat
Il Cleride formicario vive in tutto il mondo prediligendo foreste di conifere, di latifoglie e boschi.
In Italia è una specie comune molto diffusa.
Questi coleotteri, almeno per i primi stadi del loro ciclo vitale, trovano rifugio tra gli alberi morti o senescenti delle foreste e dei boschi. Si stima infatti che circa il 30% della biodiversità complessiva di un ecosistema forestale dipenda proprio dal legno morto. 
Però quando questi alberi vengono abbattuti e il legno morto rimosso dalle foreste, si ha un forte declino dei coleotteri. 
Il Cleride formicario risulta perciò tra le specie più minacciate.